# James Beggs (wioślarz)
James Judson Beggs  (ur. 6 stycznia 1924 w Portland, zm. 4 maja 2011 w Watsonville) – amerykański wioślarz (sternik), olimpijczyk.
W 1952 reprezentował swój kraj na igrzyskach w Helsinkach. Wraz z Jamesem Fiferem i Duvallem Hechtem brał udział w rywalizacji dwójek ze sternikiem.